# Dobrodošao u klub live
Dobrodošao u klub je DVD i album uživo hrvatske pop pjevačice Severine, objavljen prosinca 2014. godine u Hrvatskoj u izdanju diskografske kuće Dallas Records.
Album je snimljen 11. svibnja 2014. godine na koncertu u Zagrebu, u sklopu koncertne turneje "Dobrodošao u klub". CD i DVD izdanje će popratiti i knjiga "Dobrodošao u klub, backstage" u kojoj pisac Vedrana Vasić otkrila Severinina iskustva iza scene ove turneje.

## Popis pjesama
| Br. | Skladba                     | Trajanje |
| --- | --------------------------- | -------- |
| 1.  | »Dobrodošao u klub (uživo)« | 3:54     |